# Saint-Chély-d'Aubrac
Saint-Chély-d'Aubrac é uma comuna francesa na região administrativa de Occitânia, no departamento de Aveyron. Estende-se por uma área de 78,65 km². Em 2010 a comuna tinha 532 habitantes (densidade: 6,8 hab./km²).